# Geminiden
Die Geminiden sind der stärkste bis zweitstärkste Meteorstrom des Jahres mit einem Maximum um den 14. Dezember. Sein Radiant (der Punkt, aus dem die Sternschnuppen herzukommen scheinen) liegt knapp nördlich des hellen Sterns Castor (α Geminorum) im Sternbild Zwillinge (lateinisch géminī), das den Geminiden den Namen gab.

## Beobachtungsbedingungen

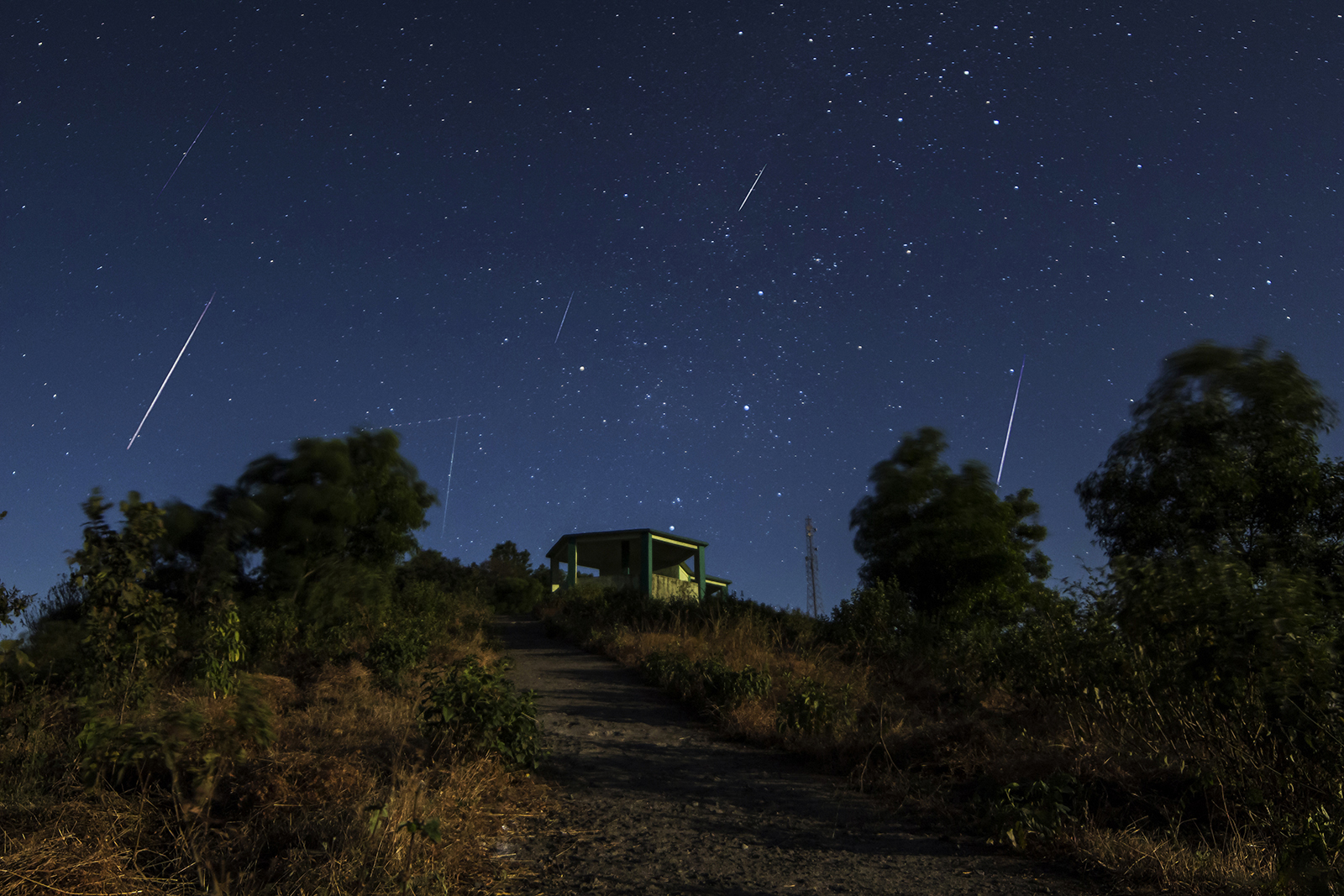
Geminiden (2013)

Die Geminiden sind besonders eindrucksvoll, weil sie viele helle, typischerweise gelb-weiß leuchtende Meteore hervorbringen. Da der Radiant Mitte Dezember der Sonne am Himmel gegenübersteht, ist er während der gesamten Nacht über dem Horizont zu finden. Die Höchststellung wird kurz nach Mitternacht erreicht. Deshalb lassen sich die Geminiden im Gegensatz zu manch anderen Meteoren auch schon in den Abendstunden beobachten.
Die hellsten Meteore erscheinen typischerweise erst nach dem Maximum, während davor die schwächeren Objekte dominieren. Innerhalb des Meteorstroms (und damit der verursachenden Umlaufbahn der Teilchen) ist demnach eine Sortierung der Partikelgrößen erfolgt. Der Anstieg zum Maximum der Aktivität erfolgt recht langsam über mehrere Tage hinweg, der Abstieg dann aber ziemlich rasch.
Die Aktivität der Geminiden hat sich in den letzten Jahrzehnten kontinuierlich erhöht und übertrifft inzwischen jene der Perseiden im August (diese werden allerdings wegen der wärmeren Jahreszeit viel häufiger beobachtet). Bei durchschnittlichen Beobachtungsbedingungen sind es am 13. und 14. Dezember etwa 30 bis 60 pro Stunde.
Die maximale Zenithal Hourly Rate (ZHR) entwickelte sich in den letzten Jahren von etwa 160 Geminiden pro Stunde in den Jahren 2013 und 2014 nach einem Anstieg auf fast 200 im Jahr 2015 zurück zu rund 150 und 140 in den Jahren 2016 bzw. 2017. In Stadtnähe (Grenzhelligkeit ca. 4 mag) sieht man davon aber nur etwa 20 pro Stunde.

## Ursprungskörper
Als Ursprungskörper der Geminiden gilt ein als Asteroid klassifizierter Himmelskörper namens (3200) Phaethon, weshalb die Geminiden als ekliptikaler Meteorstrom gelten können. Phaethons Bahn um die Sonne ähnelt, abgesehen von der kurzen Umlaufszeit von lediglich 1,43 Jahren, stark der eines Kometen. Es wurde verschiedentlich vermutet, dass Phaethon ein „erloschener“ Komet sei, der seine flüchtigen Bestandteile (Gas und Staub) bereits vollständig verloren habe und damit langsam „zerbrösle“. Im Jahr 2013 zeigte die Auswertung von Messungen der STEREO-Raumsonden schwache Anzeichen von Materieemissionen von Phaethon. Dies und seine relativ zur Gesamtheit der Geminiden geringe Masse führten zu der Theorie, dass ein Ereignis wie z. B. ein Auseinanderbrechen von Phaethon deren Ursprung sein könnte.
Für das Jahr 2025 plant die japanische Weltraumagentur JAXA in Zusammenarbeit mit dem DLR mit der Raumsonde Destiny Plus eine Mission zum Asteroiden (3200) Phaethon. Dabei hofft man, die offenen Fragen zur Herkunft der Geminiden klären zu können.